# W3스쿨즈
W3스쿨즈(w3schools.com)는 온라인으로 웹 기술을 배우는 교육용 웹 사이트이다. 콘텐츠에는 HTML, CSS, 자바스크립트, JSON, PHP, 파이썬, XML, SQL, Bootstrap, Node.js, JQuery등 다양한 교육용 자료를 제공한다.
W3스쿨즈의 강력한 점은 직관적이고 일반적인 실행 및 소스의 실시간 듀얼 화면을 제공한다는 점이다. Tryit 편집기 및 샌드박스로도 잘 알려진 이것은 사용자에게 소스코드가 어떻게 실행 결과로 나타나는지를 즉시 확인할 수 있게 해준다.
1998년에 만들어진 이 단체의 이름은 월드 와이드 웹인 W3C에서 유래되었지만 W3C(World Wide Web Consortium)와는 관련이 없다. 노르웨이의 Refsnes Data에 의해 운영되고 있다.W3School은 수천 개의 코드 예를 제시한다. TryIt 편집기를 사용하여, 사용자는 샘플 소스의 예를 직접 편집하고 샌드박스에서 코드를 실행하고 결과를 즉시 확인할 수 있는데 이러한 샌드박스 실행은 서버와 클라이언트와의 상호작용을 깊이있게 이해하는데 좋은 교육방식의 하나이다.

## 같이 보기
- 칸 아카데미